# 秩序與正義
秩序与正義（缩写为TT），前身為自由民主黨，是立陶宛中間偏右民族自由主義政黨（但該黨自稱為「中間偏左」）。
2002年，自由民主黨成立。在立陶宛總統羅蘭達斯·帕克薩斯（Rolandas Paksas）帶領下，該黨的第一年就獲得勝利。因帕克薩斯的彈劾案，自由民主黨重組為秩序與正義黨角逐2004年立陶宛議會選舉，成為第四大黨。
該黨為中間偏右，帶有激進主義與反建制色彩，同時該黨被認為是社會保守主義與自由主義政黨。 該黨票倉在西北部的薩莫吉希亞地區。 該黨的議會黨團也包括立陶宛波蘭族選舉行動成員。秩序與正義黨兩名歐洲議員為歐洲自由民主黨（Europe of Freedom and Democracy）成員。
2020年併入「自由與公正」。

## 歷史

### 早期
2002年，羅蘭達斯·帕克薩斯在立陶宛自由聯盟（Liberal Union of Lithuania）黨魁選舉中失利後成立自由民主黨，擁有13名議員的自民黨成為第四大黨。 2002–2003立陶宛總統選舉，帕克薩斯在第一輪以19.7%的支持度名列第二，僅次於當時總統瓦爾達斯·阿達姆庫斯。 第二輪中，代表年輕一代的帕克薩斯以「為改變投票」為口號的。 儘管只有自由民主黨支持帕克薩斯，他仍以54.7%的得票率當選總統。 本次選舉讓人聯想起稍早的法國總統選舉，帶有民粹主義色彩的帕克薩斯有如讓-瑪麗·勒龐。 然而，不同於勒龐，自由主義的帕克薩斯立刻宣布支持立陶宛進入歐盟與北約。
6月，因有700名舊政府公務員非法取得土地，帕克薩斯決定對抗政治腐敗。 然而，這項行動很快就蒙上陰影。10月，帕克薩斯給予俄羅斯企業家Jurijus Borisovas公民權，並獲得來自他的40萬美元捐款，帕克薩斯的高階幕僚與俄羅斯犯罪集團保有聯繫。 帕克薩斯被證實未受犯罪份子影響，但其六位親密幕僚因此辭職。
帕克薩斯表示，議會調查委員會的成立是出於政治原因，並拒絕合作。 作為回應，其他四個政黨提出彈劾。12月，憲法法庭裁定給予Borisovas公民權違法。 儘管如此，帕克薩斯仍受到國內民眾歡迎。  2004年4月6日，議會表決通過彈劾案。 在彈劾案後，刑事法庭宣判帕克薩斯無罪。

### 恢復
2004年立陶宛總統選舉，自民黨提名帕克薩斯，讓人民對彈劾案進行公投。雖然提名最初獲得接受，但之後遭憲法法庭駁回。 2004年歐洲議會選舉，自民黨獲得6.8%的票數，贏得一席。
在帕克薩斯醜聞和彈劾案中，自民黨為當時中間偏左政府的柔性反對黨。2004年立陶宛議會選舉，自民黨組成「羅蘭達斯·帕克薩斯『秩序與正義』聯盟」，贏得11席。然而，因為中間偏右政黨無法取得共識，而且中間偏左聯盟取得執政權。

### 更名
2006年5月13日，黨大會決議更名為「秩序與正義黨」。更名的正式原因是有四個政黨黨名都有「自由」二字。根據部分黨員的看法，新黨名代表了比2002年成立時更為保守的立場。
2007年地方選舉，雖然結果不盡理想，但該黨在維爾紐斯取得多數，並與立陶宛社會民主黨組成執政聯盟。 不過秩序與正義黨議員在國會中支持對部分社民黨閣員處理Alita私有化的不信任動議。
2008年立陶宛議會選舉，秩序與正義黨進行洗白帕克薩斯的活動。 這項活動意在增加席次並籌組新政府，但得票率僅稍微上升至12.7%，增加4席來到15席。中間偏右政黨成長驚人，席次增加一倍，但最後由秩序與正義黨以外的三個中間偏右政黨組成執政聯盟。
2009年歐洲議會選舉，該黨獲得兩席，名列第三。選後，該黨離開解散的歐洲民族聯盟（Union for Europe of the Nations），加入更為疑歐的歐洲自由民主黨（Europe of Freedom and Democracy）。

## 選舉

### 總統選舉
- 2002–3：羅蘭達斯·帕克薩斯以54.7%勝選[1]
- 2004：無
- 2009：Valentinas Mazuronis，第3位，6.16%

### 議會選舉
- 2004：第4位，得票率11.4%，11席
- 2008：第4位，得票率12.7%，15席

### 歐洲議會選舉
- 2004：第6位，得票率6.8%，1席
- 2009：第3位，得票率11.9%，2席

## 外部連結
- 官方網站